# Loon (Waalre)
Loon is een historische buurtschap die enkele honderden meters ten zuiden van het dorp Waalre is gelegen.
Loon is de naam van de heerlijkheid, waarvan de zetel nog een kilometer zuidelijker was gelegen, en wel bij de Loondermolen. Deze heerlijkheid omvatte Valkenswaard, Waalre en Aalst. De buurtschap was omstreeks 700 reeds bewoond en afhankelijk van de dwangmolen, die eigendom was van de heer.
De buurtschap wordt gevormd door een driehoekig grasveld dat met eiken is beplant en waaromheen een aantal Kempense langgevelboerderijen zijn gegroepeerd. Het driehoekig centrale plein verwijst mogelijk naar de oorsprong van Loon als Frankische nederzetting met een drieslagstelsel.
De buurtschap vormt, samen met het nabijgelegen Timmereind, een beschermd dorpsgezicht. Vijf langgevelboerderijen, gelegen op Loon 1, 2, 3, 7 en 9, zijn Rijksmonument.
Van hier uit kan men wandelingen en fietstochten maken in een afwisselend landschap, met in westelijke richting de beekdalen van Dommel en Keersop, met begeleidende broekbossen. Naar het oosten toe wordt het landschap droger en zandiger, en vindt men dennenbossen en enkele vennen. Hiertussen bevindt zich kleinschalig agrarisch gebied.